# Pražské egyptologické studie
Pražské egyptologické studie (v angličtině Prague Egyptological Studies) jsou odborný recenzovaný časopis vydávaný Českým egyptologickým ústavem Filozofické fakulty Univerzity Karlovy. Cílem časopisu je sloužit jako zdroj informací o současných výzkumech na území Egypta a Súdánu. Sestává ze zpráv z konkrétních terénních výzkumů, příspěvků o proběhlých konferencích, hlavně však z odborných studií zaměřených na aspekty dějin starověkého Egypta na něž se zde ve svých příspěvcích zaměřují egyptologové, historikové, orientalisté a přírodní vědci. 
Časopis vychází dvakrát ročně - původně bylo jedno číslo anglické, druhé české. Posledním pravidelným českým číslem časopisu bylo 24. v roce 2020, od roku 2021 vychází dvě čísla ročne pouze v anglickém jazyce. Česká čísla časopisu budou vycházet pouze jako supplementa, prvním svazkem byl sborník věnován památce profesora Břetislava Vachaly.
Jako všechny časopisy z produkce Vydavatelství Filozofické fakulty Univerzity Karlovy vychází i časopis Pražské egyptologické studie (PES) od roku 2015 zcela v režimu Open Access a jeho digitální podoba je tedy čtenářům volně dostupná z webových stránek.